# Bull and Terrier
Bull and terrier é um tipo de cão britânico extinto, com origem no cruzamento do antigo buldogue inglês com o antigo terrier inglês, ambos também extintos. Estes cães foram utilizados no rat-baiting (combate com ratos), badger-baiting (combate com texugo), na caça e nas rinhas de cães durante os séculos XVIII e XIX. Chegaram a receber o apelido de "Gladiadores do mundo canino", e deram origem a várias raças modernas da categoria terriers de tipo bull.

## História

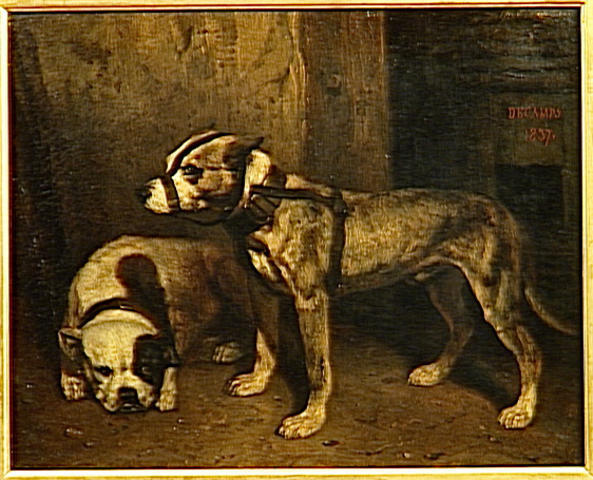
Bulldog e Bull-and-terrier de focinheira, século XIX

### Origem e uso
O bull-and-terrier surgiu do cruzamento entre antigos buldogues e antigos terriers coloridos. O motivo de tal cruzamento e a data dos primeiros cruzamentos entre buldogues e terriers, são incertos. O que se sabe é que era comum usar o antigo buldogue em cruzamentos com outras raças a fim de melhorá-las.
Um artigo no volume 40 da Sporting Magazine de 1812 deixa pistas sobre um dos motivos que levou a popularização de tal cruzamento, que segundo o artigo seria para produzir um cão parecido com o buldogue em temperamento mas menos poderoso que este para lutar com texugos, provavelmente para criar combates mais duradouros, incertos ou difíceis.
É incerto se no início costumava-se ou não realizar cruzamentos diretos entre bull-and-terrier e bull-and-terrier, ou se sempre realizavam o cruzamento entre um antigo bulldog e um terrier para obter um cão half-and-half.
Com a proibição do bull-baiting (luta entre cães e touros) e outros desportos sangrentos na Inglaterra em 1835, os criadores de cães de combate como o antigo buldogue (cães utilizados no bull-baiting) e antigos terriers insistiram nas práticas e passaram a utilizar os cães em modalidades mais fáceis de esconder, como por exemplo as rinhas apenas entre cães, badger-baiting e rat-baiting.
O Bull-and-terrier tornou-se cada vez mais comum, sendo inclusive levado com imigrantes para os Estados Unidos entre os anos 1845 e 1850. Eram utilizados provavelmente na caça, no Rat-baiting (combate entre cão e ratos), no combate entre cães, e por vezes até no Bull-baiting.

### Influência
O Bull-and-terrier, que possuía diversas vertentes regionais, deu origem a quatro raças modernasː o Staffordshire Bull Terrier e o Bull Terrier inglês na Inglaterra; o Irish Staffie na Irlanda; e o American pit bull terrier nos Estados Unidos.

## Bull-and-terriersfamosos
- Um célebre Bull-and-terrier chamado "Billy", pesando cerca de 11 kg (26 lbs), bateu um recorde em 22 de abril de 1823, matando 100 ratos em 5 minutos e meio, em uma competição de rat-baiting.
- Em 1812, a revista Sporting Magazine descreveu o cão "Dustman" como um cão de combate muito famoso e talentoso, que representava o tipo ideal de um bom Bull-and-terrier.

"DUSTMAN é um cão célebre, propriedade de Wm.[William?] Disney, Esq. e de uma raça entre um bull [buldogue] e um terrier, o melhor de todos para atacar aquele animal formidável, o texugo. A raça de cães dessa descrição tem sido muito encorajadora nos últimos tempos, e estimada em grande medida, por ser mais firme do que o terrier e não muito poderosa para o texugo." Sporting Magazine, volume 40, 1812. Inglaterra.
- De acordo com relatos da revista Sporting Magazine de 1804, um bull-and-terrier chamado "Trusty" era tão famoso na Inglaterra quanto o Imperador Napoleão. Trusty foi invicto por 104 combates entre cães.[carece de fontes?]

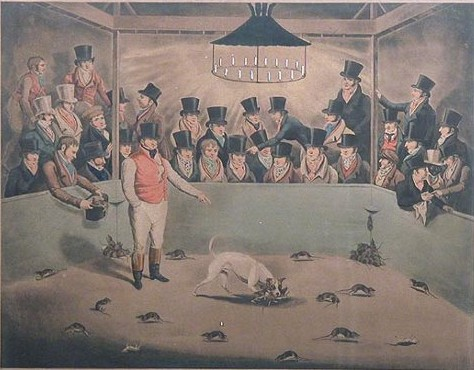
Cão Bull-and-terrier de nome Billy
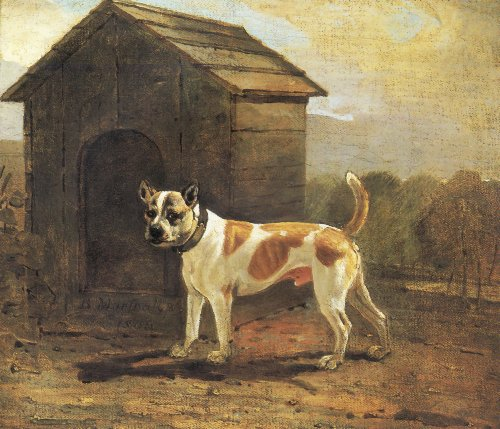
Cão Bull-and-terrier Dustman
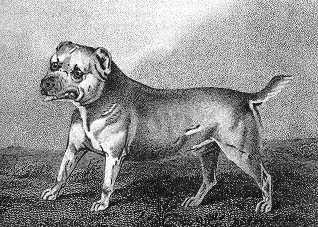
Cão Bull-and-terrier Trusty

## Descendentes
O bull-and-terrier acabou dando origem a diferentes raças em diferentes países. Seus descendentes diretos sãoː
- English bull terrier ("Bull terrier inglês")
- Staffordshire bull terrier ("Bull terrier do condado de Staff")
- Irish staffordshire bull terrier ("Bull terrier irlandês")
- American pit bull terrier ("Bull terrier de rinha americano")